# Gàidhealtachd

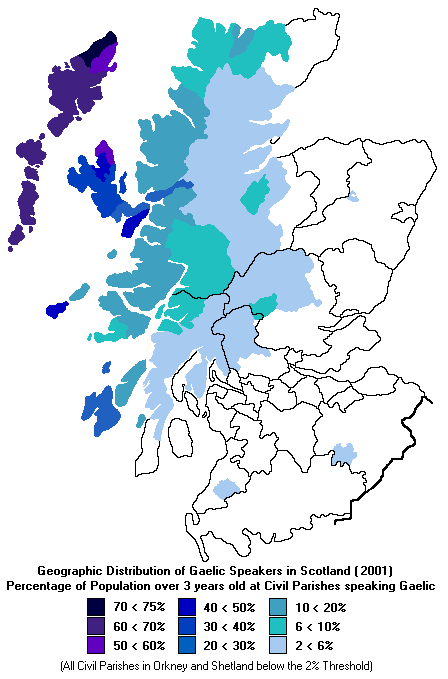
Karta över Gàidhealtachd-områdena i Skottland.

Gàidhealtachd (gaeliska: [kɛːəlˠ̪t̪əxk]) är den skotskgaeliska termen för de områden där gaeliska tradidionellt talades eller ännu talas. Det används även ibland som en synonym till de Skotska högländerna, och även Hebriderna kan inkluderas. 
En närbesläktad term hittar man på Irland, där de regioner där iriska talas allmänt kallas gaeltacht. Medan regionerna på Irland har officiell status och därmed är tydligt avgränsade existerar ingen sådan status i Skottland. 